# 삐화류

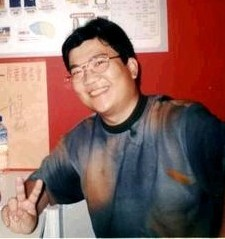
2001년 책박람회에서

삐화류(밭와라오, 크리스토퍼 우, Christopher Woo, 畢華流, 본명: 吳漢源, 필명: Bat Wah Lau, 1961년 7월 14일~ )는 홍콩의 작가(소설가, 산문가)이자, 현재 홍콩어 교사이며, 칼럼니스트이다. 크리스천이기도 하다.
초기 작품들은 학창 시절과 교직에서 10대들에게 인기 있던 세월들을 반영하고 있다. 후기 작품들은 교직 생활을 반영하는 픽션(fictions)들도 있다. 점성술 및 기타 주제에 관한 논픽션들도 많이 썼다.
던전 드래곤(Dungeons & Dragons)과 같은 보드 게임의 팬이기도 하다. 1996년에는 몬테카를로(Monte Carlo)에서 모노폴리(Monopoly) 세계 챔피언 자리에 올랐으며 이와 관련된 글도 썼다. 홍콩에서 롤플레잉 게임(role-playing game)을 위한 글도 쓰고 있다.

## 참고
1. ↑  Hong Kong Government Cantonese Romanisation
2. ↑  Hong Kong Government Cantonese Romanisation